# Ushpayacua ureophila
Ushpayacua ureophila là một loài ruồi trong họ Tachinidae.